# غرفة تحكم استديو

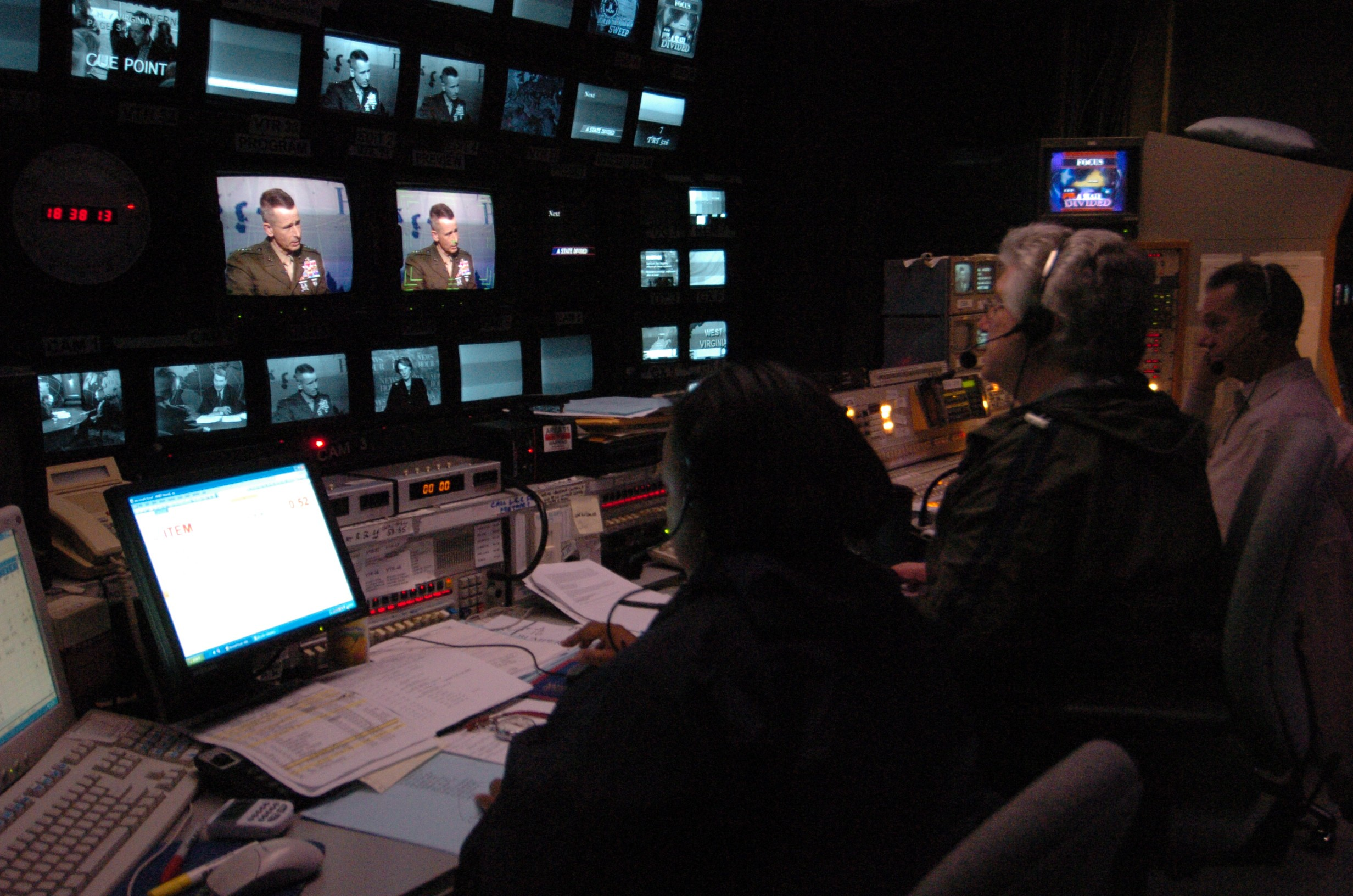
غرفة تحكم استديو

غرفة تحكم الأستديو (بالإنجليزية: Production Control Room)‏ هي الغرفة الرئيسي التي يجلس فيها المخرج وبعض من مساعديه. وهي عادة تطل على الأستديو لتمكين المخرج من رؤية ما يدور في الواقع. إلا أن أمامه تماما شاشات المراقبة التي تتشكل من الشاشة الرئيسية والتي تحوي الصورة الصادرة من الأستوديو من إحدى الكاميرات. وإلى جانبها شاشة تحضيرة، وهي الشاشة المرتبطة باللقطة التي سيختارها المخرج تاليا. كما يصل أمام المخرج شاشات مراقبة لكل كاميرا داخل الأستوديو. وأمامه جهاز اتصال بكامل فريقه أينما كان بالإضافة إلى تجهيزات هاتفية تمكنه من التحدث دوليا للتنسيق مع استوديوهات مرتبطة مع برنامجه في دول أخرى عبر الاقمار الصناعية الفضائية.
وإلى جانب المخرج يجلس فني مزج الصورة (بالإنجليزية: Vision Mixer)‏ الذي ينفذ اختيار اللقطات التي يريدها المخرج بالقطع على الزر المناسب في اللحظة المناسبة في جهاز مازج الصورة ويهيئ للمخرج اللقطات التالية. كما انه عند انتقاله من صورة إلى أخرى يستخدم مؤثرات المزج المناسبة.

## معرض صور

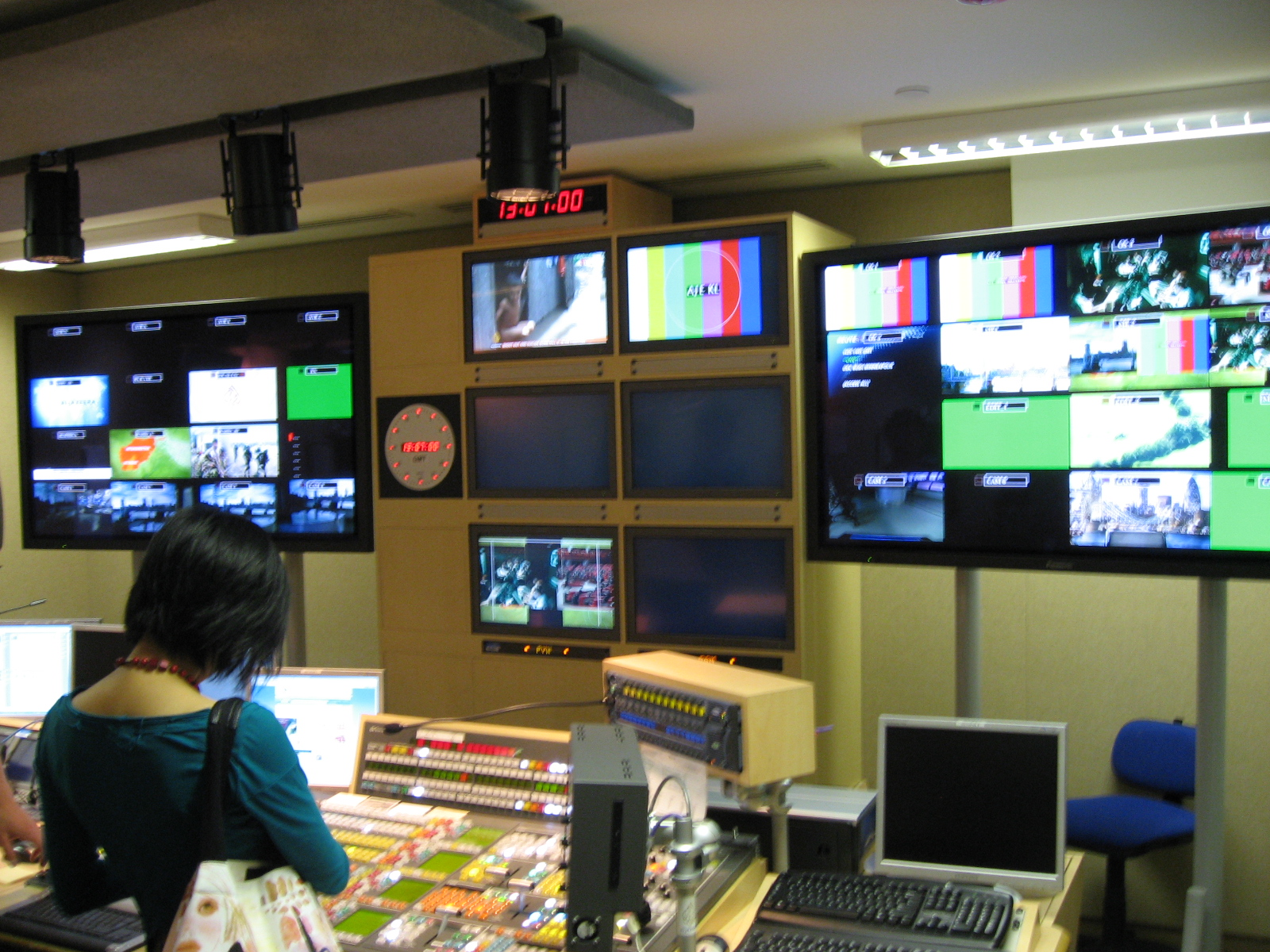
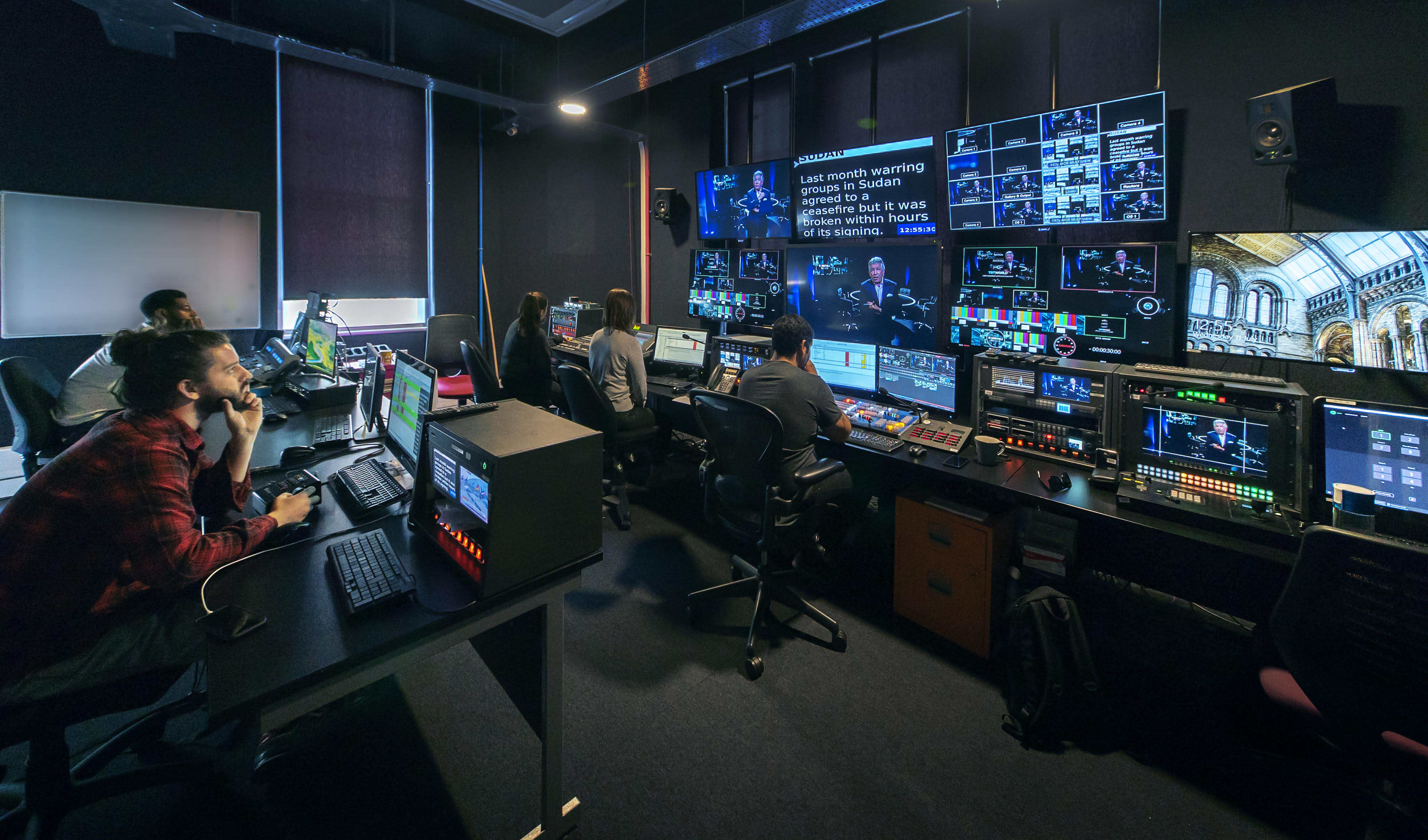
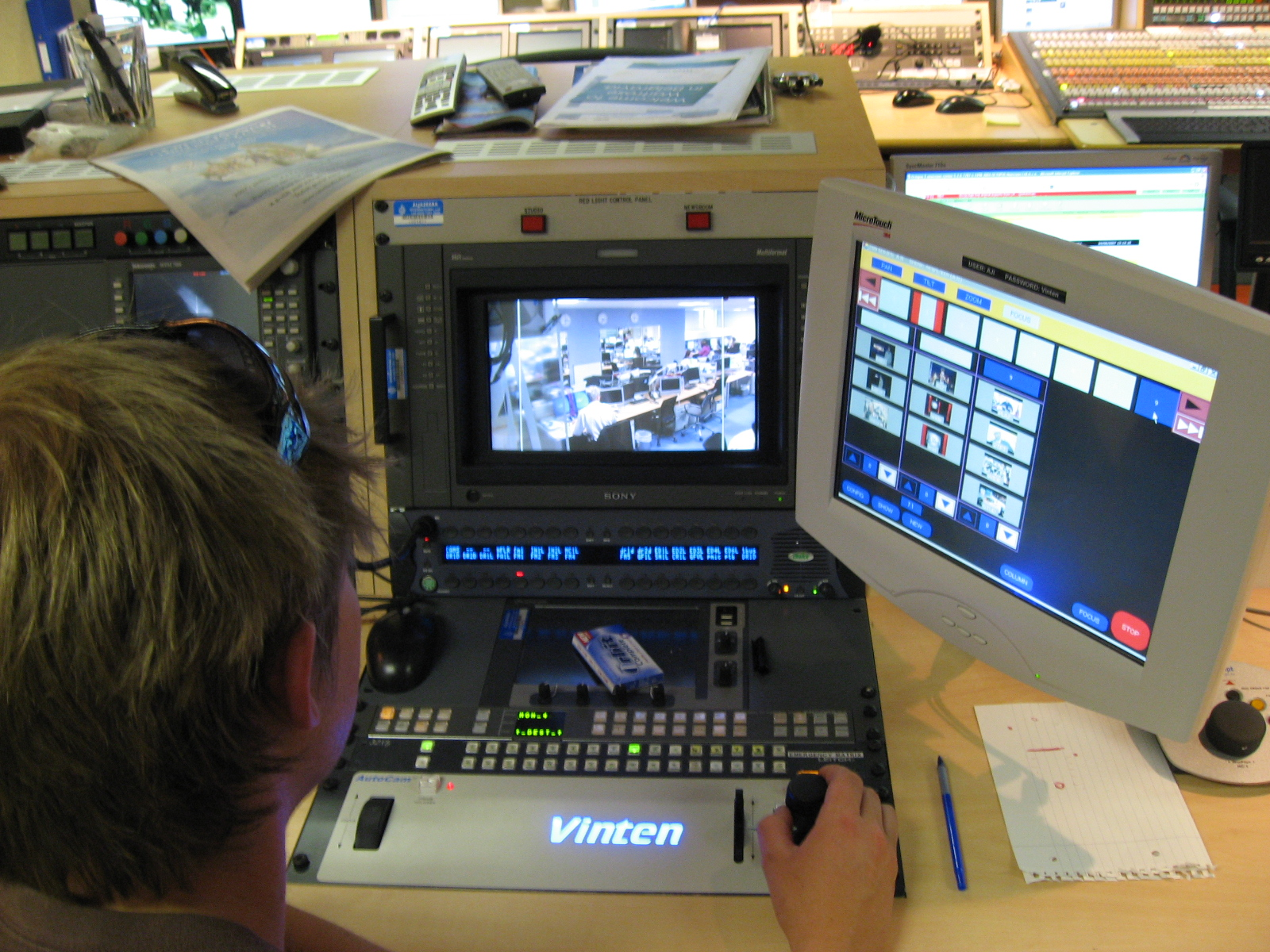

## مواقع خارجية